# Jaroslavice (Zlín)
Jaroslavice je část krajského města Zlín. Nachází se asi 3,5 km na jihovýchod od centra Zlína. Je zde evidováno 352 adres. Trvale zde žije 714 obyvatel.
Jaroslavice leží v katastrálním území Jaroslavice u Zlína o rozloze 4,32 km2.
Jaroslavice jsou obsluhovány linkou 31 zlínské MHD. Celotýdenně sem zajíždí většinou 2x za hodinu.